# Jevgenij Lukjanenko
Jevgenij Jurjevitj Lukjanenko, (ryska: Евгений Юрьевич Лукьяненко) född 23 januari 1985, är en rysk friidrottare (stavhoppare).
Lukjanenko deltog vid VM 2007 i Osaka där han slutade sexa efter att ha klarat 5,81. Därefter deltog han vid inomhus-VM 2008 i Valencia där han blev guldmedaljör efter ett hopp på 5,90. Senare samma år deltog han vid Olympiska sommarspelen 2008 i Peking där hans 5,85 räckte till silver bakom Steven Hooker från Australien.

## Personliga rekord
- Stavhopp: 6,01 Bydgoszcz 1 juli 2008